# Mali na Letnich Igrzyskach Paraolimpijskich 2012
Mali na Letnich Igrzyskach Paraolimpijskich 2012 w Londynie reprezentował 1 zawodnik w 1 konkurencji.
Dla reprezentacji Mali był to trzeci start w igrzyskach paraolimpijskich (poprzednio w 2000 i 2008). Dotychczas żaden zawodnik nie zdobył paraolimpijskiego medalu.

## Kadra

### Lekkoatletyka
Mężczyźni
| Zawodnik       | Konkurencja | Kwalifikacje | Kwalifikacje | Finał                  | Finał                  |
| Zawodnik       | Konkurencja | Wynik        | Poz.         | Wynik                  | Poz.                   |
| -------------- | ----------- | ------------ | ------------ | ---------------------- | ---------------------- |
| Mahamane Sacko | 100 m T46   | DSQ          | DSQ          | Nie zakwalifikował się | Nie zakwalifikował się |
| Mahamane Sacko | 200 m T46   | 23.02        | 5            | Nie zakwalifikował się | Nie zakwalifikował się |